# 庫雷維爾 (密蘇里州)
庫雷維爾（英語：Kurreville）是位於美國密蘇里州開普吉拉多縣的非建制地區。

## 歷史
庫雷維爾的郵局於1877年設立，其後於1913年停運。

## 地理
庫雷維爾所處的海拔為高於海平面163米（即535英呎），而該地所採用的時區為UTC-6，即北美中部時區（CST）。同時該地設有夏令時間，為UTC-6調快一小時，即UTC-5（CDT）。